# На волю!
«На волю!» (англ. Into The Wild) — перша книга першого циклу серії книг «Коти-вояки». Написана Кейт Кері під авторським псевдонімом Ерін Гантер. Сюжет розкриває історію чотирьох котячих племен.

## Сюжет
Хатнього котика Рудька давно вже манять лісові хащі. Йому часто сниться один той самий сон, як він полює за здобиччю і вдихає свіжі запахи лісу. І ось одного разу сон стає реальністю — Рудько потрапляє до диких лісових котів, що ведуть війну за територію, за право полювати і мати їжу. У нього є вибір: або повернутися назад до своїх хазяїв і бути живою іграшкою, або випустити на волю свої дикі інстинкти і стати справжнім вояком Клану.

## Видання
«На волю!» вийшла англійською мовою у видавництві HaperCollins. Книга вийшла в США в твердій обкладинці 21 січня 2003 року, у м'якій обкладинці 6 січня 2004 і в електронній версії 13 жовтня 2009. Також книга вийшла російською, українською, китайською, французькою, словенською, японською мовами.

## Критика
Перша книга серії «На волю!» була, як правило, добре прийнята, і рецензенти назвали її «поколюванням на спині», «повністю захоплюючою», і «насиченою пригодами». Один рецензент похвалив авторів за "створення інтригуючого світу ... і привабливого молодого героя", а інший критикував персонажів і уявний світ.
Стиль книги порівнюють з серією Redwall Брайана Жака. Рецензент The Plain Dealer написав, що книга "оформлена в стилі класики Дж. Р. Р. Толкієна або Брайана Жака". Хоча журнал School Library Journal рекомендував книгу шанувальникам Redwall, рецензент все ж вважав, що стиль не такий елегантний. Огляд з Fantasy Book Review, порівнював серію Джоан Роулінг "Гаррі Поттер".

#### Нагороди та визнання
«На волю!» посів третє місце в конкурсі "Вибір юного читача" за 2006 рік. Роман був вкл в Booklist "Топ 10 фентезійних книг для молоді" в 2003 році.